# Jij bent mijn leven
Chansons représentant les Pays-Bas au Concours Eurovision de la chanson
Een speeldoos
(1963) 't Is genoeg
(1965)
Jij bent mijn leven (« Tu es ma vie ») est une chanson interprétée par la chanteuse indo-néerlandaise Anneke Grönloh, sortie en 1964 en single 45 tours.
C'est la chanson représentant les Pays-Bas au Concours Eurovision de la chanson 1964.

## À l'Eurovision

### Sélection
La chanson est sélectionnée le 24 février 1964 par la NTS au moyen du Nationaal Songfestival 1964 pour représenter les Pays-Bas au Concours Eurovision de la chanson 1964 le 21 mars à Copenhague.

### À Copenhague
La chanson est intégralement interprétée en néerlandais, langue officielle des Pays-Bas, comme le veut la coutume avant 1966. L'orchestre est dirigé par Dolf van der Linden.
Jij bent mijn leven est la deuxième chanson interprétée lors de la soirée du concours, suivant Dès que le printemps revient d'Hugues Aufray pour le Luxembourg et précédant Spiral d'Arne Bendiksen pour la Norvège.
À l'issue du vote, elle obtient 2 points, se classant 10e — à égalité avec Près de ma rivière de Robert Cogoi pour la Belgique — sur 16 chansons,.

## Liste des titres
| A1. | Jij bent mijn leven | Ted Powder, René de Vos                |  |
| B1. | Weer zingt de wind  | Gerrit den Braber (en), Joop Portengen |  |

## Classements

### Classement mensuel
| Classement (1964)               | Meilleure position |
| ------------------------------- | ------------------ |
| Pays-Bas (Muziek Expres Top 30) | 30                 |

## Historique de sortie
| Pays     | Date | Format   | Label   |
| -------- | ---- | -------- | ------- |
| Pays-Bas | 1964 | 45 tours | Philips |